# Římskokatolická farnost Kryštofovy Hamry
Římskokatolická farnost Kryštofovy Hamry (německy Christophhammer) je zaniklé územní společenství římských katolíků v Kryštofových Hamrech a okolí.

## O farnosti
V místě byla zřízena lokálie v roce 1786 a farnost zde byla zřízena v roce 1854. Farní kostel sv. Kryštofa byl vystavěn v letech 1829–1832 v empírovém stylu. Původně patřila farnost do diecéze litoměřické. Po roce 1993 byla přivtělena k nově zřízené diecézi plzeňské. V dubnu roku 2003 byla v rámci slučování obtížně fungujících farností administrativně zrušena a Kryštofovy Hamry se staly filiálkou farnosti Vejprty. Vejprtská farnost byla k 1. lednu 2013 na základě dekretu Kongregace pro biskupy opětovně začleněna (se všemi farnostmi, které afilovala) do litoměřické diecéze.

### Duchovní správcové vedoucí farnost
Začátek působnosti jmenovaného v duchovní správě farnosti od:
- 1786 cap. loc. Anton. Lang
- 1788 cap. loc. Anton Krolopp, † 29. 4. 1794
- 1795 cap. loc. Josef Grund, † 4. 5. 1817
- 1809 cap. loc. Josef Blasche, n. 13. 3. 1783 Bilin., o. 31. 8. 1807, † 5. 6. 1861
- 1825 cap. loc. vacat
- 1825 cap. loc. Florian Schlosser, n. 3. 3. 1791 Reichsdorf, o. 11. 8. 1816, † 10. 6. 1875
- 1831 cap. loc. vacat
- 1832 cap. loc. Anton Lehmann, n. 23. 4. 1792 Joachimsdorf, o. 15. 8. 1816, † 3. 11. 1869
- 1835 cap. loc. Anton Weinberger, n. 21. 8. 1794 Kraluppens., o. 24. 8. 1821
- 1841 cap. loc. Ludovic. Leubner, n. 10. 1. 1801 Reichenberg, o. 27. 8. 1825, † 15. 2. 1857
- 1845 cap. loc. Dan. Herget, n. 23. 7. 1804 Engelhaus, o. 28. 9. 1832
- 1848 cap. loc. Anton Stoy, n. 22. 10. 1810 Padloschin, o. 4. 8. 1834, † 8. 1. 1886
- 1854 proto-par. (prvo-farář) Anton Tichy, n. 9. 1, 1814 Cžernovic., o. 1. 8. 1839, † 23. 3. 1876
- 1858 par. vacat, admin. int. Jos. Winnerlich
- 1859 Josef Parten, n. 10. 6. 1809 Schöbric., o. 3. 8. 1836, † 5. 8. 1886
- 1863 Anton Wenschuh, n. 3. 10. 1821 Leipa, o. 26. 7. 1847, † 23. 10. 1877
- 1867 par. vacat, admin. int. Andr. Günther
- 1868 Franc. Dressler, n. 17. 12. 1823 Comotov., o. 4. 7. 1848, † 21. 5. 1890
- 1874 par. vacat, admin. int. Josef Schiffner
- 1875 Josef Schiffner, n. 8. 12. 1830 Hirschmantl, o. 25. 7. 1855, † 6. 4. 1920
- 1905 Steph. Davídek, n. 26. 9. 1862 Dobrovice, o. 2. 7. 1893
- 1910 Rob. Betschelt, n. 27. 10. 1878 Kl. Tinz (G), o. 12. 7. 1903, † 15. 12. 1938
- 1913 Josef Ruffer, n. 20. 12. 1865 Kl. Helmsdorf, o. 16. 7. 1905
- 1921 par. vacat, admin. int. Josef Ruffer
- 1922 Josef Ruffer, n. 20. 12. 1865 Kl. Helmsdorf, o. 16. 7. 1905
- 1924 par. vacat, admin. excurr. Aemil. Bist
- 1927 Anton Gampe, n. 4. 10. 1893 Neuehrenberg, o. 29. 6. 1917, † 25. 7. 1958
- 1929 par. vacat, admin. excurr. Aemil. Bist
- 1930 Guil. Beh, n. 27. 12. 1892 Leukersdorf, o. 29. 6. 1917
- 1931 par. vacat, admin. int. excurr. Alfred. Schneck
- 1935 par. vacat, admin. int. excurr. Franc. Stupka
- 1. 10. 1942 par. vacat, admin. Hermann Staepel
- 15. 7. 1957 Ladislav Cikryt
- 15. 8. 1957 Jan Netík
- 1. 2. 1970 Bohumil Landsmann
- 15. 11. 1970 Jiří Pavel Pokorný
- 14. 7. 1977 Vojtěch Kováčík
- 1981 Miroslav Cón
- 1. 6. 1993 – 31. 12. 2012 diec. Pilsnensis
- 1. 1. 2013 Šimon Polívka[1]

| Fotografie | Kostel              | Místo            | Bohoslužba              | Bohoslužba              | Poznámka              |
| ---------- | ------------------- | ---------------- | ----------------------- | ----------------------- | --------------------- |
|            | Kostel sv. Kryštofa | Kryštofovy Hamry | Neslouží se pravidelně. | Neslouží se pravidelně. | někdejší farní kostel |